# Новосвітлівка (селище)
Новосві́тлівка — селище в Україні, у Молодогвардійській міській громаді Луганського району Луганської області. Статус смт - з 1961 року. З 2014 року є окупованим.

## Географічне розташування
Розташоване на річці Луганчик, за 36 км від районного центру і за 3 км від залізничної станції Новосвітлівська (на лінії Кіндрашівська-Нова-Довжанська). Через селище проходить автошлях Луганськ-Краснодон.

## Історія
Селище засноване в 60-х роках XIX століття переселенцями з Чернігівської, Полтавської, Катеринославської та Київської губерній.
Поблизу селища, в одному із сарматських поховань, були знайдені монети імператорського Риму, датовані II століттям. Тому територія отримала назву Слов'яносербія.
За указом російської імператриці Єлизавети Петрівни від 1753 року тут видавалися земельні наділи ветеранам російсько-турецької війни та національно-визвольних війн: сербським, хорватським та угорським полковникам.
Як поселення Новосвітлівка сформувалася у 1872–1877 роках.
У 1921–1929 роках Новосвітлівка — волосний центр.
У 1930-х роках проводилась активна колективізація і були створені колгоспи «Ревшлях», «Нове життя».
Під час Другої світової війни участь в бойових діях брало 303 мешканців села, 138 із них загинули.
У 1958 році Новосвітлівка отримала статус селища міського типу.

### Війна на сході України
У 2014 році під час війни на сході України Новосвітлівка потрапила у зону бойових дій, внаслідок яких селище зазнало важких руйнувань. 18 серпня 2014 року за повідомленням РНБОУ на трасі Новосвітлівка-Хрящувате збройним формуваннями ЛНР було обстріляно колону біженців, однак представник самопроголошеної ДНР Андрій Пургін заперечив участь сепаратистів у нападі на колону. Внаслідок обстрілу загинуло не менше 17 цивільних, 6 — зазнали поранення.

## Населення
За даними перепису 2001 року населення смт становило 3610 осіб, з них 54,43 % зазначили рідною мову українську, 45,10 % — російську, а 0,47 % — іншу.

## Економіка
Економічний сектор представлений двома ФГ — «Вікторія» та «Шевченко».

## Соціальна сфера
У Новосвітлівці є середня школа, будинок культури, 2 бібліотеки, дитсадок, районна лікарня.
Населення обслуговують дев'ять магазинів, кафе, комбінат комунальних підприємств, відділення зв'язку, відділення банків.

## Пам'ятки
- Свято-Покровський храм Української Православної церкви Луганської єпархії (1862 року будівництва);
- Братська могила радянських воїнів і односельців (вул. Леніна);
- Братська могила радянських воїнів і односельців (цивільне кладовище).

## Персоналії
Народився:
- Бірюков Михайло Олексійович  (1903—1966) — український радянський письменник.

Загинули:
- Бондаренко Валерій Миколайович (1989–2014) — капітан Збройних сил України.
- Рильський Владислав Олександрович (1992–2014) — лейтенант Збройних сил України.